# Alexandra Wladimirowna Walischina
Alexandra Wladimirowna Walischina (russisch Александра Владимировна Валишина; * 18. April 1987) ist eine russische Sommerbiathletin in der Disziplin Crosslauf.
Alexandra Walischina nahm erstmals in der Haute-Maurienne im Rahmen der Junioren-Wettbewerbe der Sommerbiathlon-Weltmeisterschaften 2008 an einem internationalen Biathlon-Großereignis teil und wurde sowohl im Sprint als auch der Verfolgung hinter ihrer Landsfrau Irina Maximowa Zweitplatzierte. Im Jahr darauf startete sie bei den Sommerbiathlon-Europameisterschaften 2009 in Nové Město na Moravě bei den Frauen im Leistungsbereich und belegte die Plätze sechs im Sprint und neun im Massenstart. 2010 wurde sie in Osrblie sowohl im Sprint wie auch in der Verfolgung Siebte. Ein Jahr später wurde sie in Martell Sechste im Sprint und Siebte des Verfolgers.